# RankBrain
RankBrain est un algorithme de moteur de recherche basé sur l'apprentissage automatique, dont l'utilisation a été confirmée par Google le 26 octobre 2015. 
Cet algorithme permet de déterminer les résultats de recherche plus pertinents, notamment en utilisant les données de recherche des utilisateurs de Google. Dans une interview de 2015, Google a précisé que RankBrain était le troisième facteur le plus important dans l'algorithme de classement, après le nombre de liens pointant vers une page et son contenu, parmi environ 200 facteurs de classement. 
Les fonctions exactes de RankBrain dans l'algorithme de Google ne sont pas entièrement divulguées. 

## Sources
- (en) Cet article est partiellement ou en totalité issu de l’article de Wikipédia en anglais intitulé « RankBrain » (voir la liste des auteurs).

1. ↑  Shamma AalGhardaqa, Tasnim Said, Amal Abdulrahman et Arsiema Yohannes, « Evaluating Web Search Engines’ Results for Personalization and User Tracking », 14th Annual Undergraduate Research Conference on Applied Computing (URC), IEEE,‎ 23 novembre 2022, p. 1–6 (ISBN 979-8-3503-4680-0, DOI 10.1109/URC58160.2022.10054225, lire en ligne, consulté le 8 mars 2025)
2. ↑  Chi Hong Leung et Winslet Ting Yan Chan, « A Study on Key Elements for Successful and Effective Search Engine Optimization », The International Journal of Technology, Knowledge, and Society, vol. 17, no 2,‎ 2021, p. 23–39 (ISSN 1832-3669, DOI 10.18848/1832-3669/CGP/v17i02/23-39, lire en ligne, consulté le 8 mars 2025)
3. ↑  (en) Danny Sullivan, « Schmidt: Listing Google's 200 Ranking Factors Would Reveal Business Secrets », sur Search Engine Land, 17 septembre 2010 (consulté le 8 mars 2025)